# Saison 1997-1998 du FC Nantes Atlantique
Chronologie
Saison précédente Saison suivante
La saison 1997-1998 du FC Nantes est la 55e saison de l'histoire du club nantais. Le club est engagé dans quatre compétitions officielles : la Division 1 (35e participation), la Coupe de France (55e participation), Coupe de la Ligue (4e participation) et enfin la Coupe UEFA (9e participation).
Pour la première saison de Raynald Denoueix sur le banc, qui remplace l'entraîneur emblématique Jean-Claude Suaudeau, le FC Nantes termine 11e, avec 41 points (11 victoires, 8 nuls, 15 défaites).

## Résumé de la saison
En pleine préparation et à une semaine du début du championnat, Jean-Claude Suaudeau, une nouvelle fois confronté au départ de plusieurs cadres (Japhet N'Doram, Claude Makelele et Christophe Pignol) décide de passer la main. Raynald Denoueix, directeur du centre de formation destiné à lui succéder (et préparé à cela depuis 1995), et finaliste de la coupe Gambardella avec les jeunes en 1996, lui succède. Suaudeau demeure au club pour une ultime saison afin de faciliter la transition et de participer à la supervision de l'entraînement.
Raynald Denoueix, présent au club depuis l'âge de dix-huit ans, n'a pas de mal à relever le défi puisqu'il a formé plusieurs des joueurs de l'équipe tels Mickaël Landreau, Jean-Michel Ferri, Frédéric Da Rocha, Nicolas Savinaud et les néo-professionnels Éric Carrière, Olivier Monterrubio, Salomon Olembe, Medhi Leroy et Nicolas Gillet. L'équipe n'en est pas moins affaiblie par les vagues de départs depuis des années, toujours mal compensés. Si Stéphane Lièvre se révèle être un solide défenseur gauche, Samba N'Diaye, David Andréani et Gaetano Giallanza arrivé en janvier ne se mettent pas en valeur. La saison 1997-1998 est décevante dans toutes les compétitions (11e en championnat, 1/16e de finale en coupe de France et en Coupe de la Ligue, 1/32e de finale en coupe UEFA).

## Effectif et encadrement

### Tableau des transferts
| Nom                  | Nationalité    | Poste     | Modalités      | Provenance/Destination    | Division               |
| -------------------- | -------------- | --------- | -------------- | ------------------------- | ---------------------- |
| Arrivées             |                |           |                |                           |                        |
| Fabrice Grange       | France         | Gardien   |                | Kilmarnock FC             | Premier Division (D1)  |
| Nicolas Gillet       | France         | Défenseur |                | FC Nantes Atlantique rés. | National 2 - C (D4)    |
| Stéphane Lièvre      | France         | Défenseur |                | SM Caen                   | Division 1 (D1)        |
| Salomon Olembe       | Cameroun       | Milieu    |                | FC Nantes Atlantique rés. | National 2 - C (D4)    |
| Sébastien Piocelle   | France         | Milieu    |                | FC Nantes Atlantique rés. | National 2 - C (D4)    |
| David Andreani       | France         | Attaquant |                | Stade raphaëlois          | National 2 - B (D4)    |
| Gaetano Giallanza    | Italie         | Attaquant |                | FC Bâle                   | Ligue Nationale A (D1) |
| Samba N'Diaye        | Sénégal        | Attaquant |                | AS Saint-Étienne          | Division 2 (D2)        |
| Patrick Suffo        | Cameroun       | Attaquant | Retour de prêt | FC Barcelone rés.         | Segunda División (D2)  |
| Départs              |                |           |                |                           |                        |
| Dominique Casagrande | France         | Gardien   |                | FC Séville                | Segunda División (D2)  |
| Éric Loussouarn      | France         | Gardien   | Prêt           | LB Châteauroux            | Division 1 (D1)        |
| Eddy Capron          | France         | Défenseur |                | Stade rennais FC          | Division 1 (D1)        |
| Christophe Pignol    | France         | Défenseur |                | AS Monaco FC              | Division 1 (D1)        |
| Claude Makélélé      | France         | Milieu    |                | Olympique de Marseille    | Division 1 (D1)        |
| Japhet N'Doram       | Tchad          | Milieu    |                | AS Monaco FC              | Division 1 (D1)        |
| Nenad Bjeković       | RF Yougoslavie | Attaquant | Prêt           | LB Châteauroux            | Division 1 (D1)        |
| Javier Mazzoni       | Argentine      | Attaquant |                | FC Nantes Atlantique rés. | National 2 - C (D4)    |

| Nom          | Nationalité | Poste     | Modalités | Provenance/Destination | Division |
| ------------ | ----------- | --------- | --------- | ---------------------- | -------- |
| Arrivées     |             |           |           |                        |          |
| Départs      |             |           |           |                        |          |
| Adel Sellimi | Tunisie     | Attaquant |           | Real Jaén CF           | D2       |

| Nom               | Nationalité | Poste     | Modalités | Provenance/Destination | Division |
| ----------------- | ----------- | --------- | --------- | ---------------------- | -------- |
| Arrivées          |             |           |           |                        |          |
| Départs           |             |           |           |                        |          |
| Gaetano Gallianza | Italie      | Attaquant |           | Bolton Wanderers FC    | D1       |

## Compétitions officielles

### Division 1
| Date                       | Journée | TV     | Adversaire               | Lieu | Score | Buteurs du FCNA                     | Class. | Afflences |
| -------------------------- | ------- | ------ | ------------------------ | ---- | ----- | ----------------------------------- | ------ | --------- |
| Samedi 2 août 1997         | J01     | -      | SC Bastia                | Dom. | 0 - 1 | -                                   | 11     | 22.696    |
| Vendredi 8 août 1997       | J02     | -      | Olympique de Marseille   | Ext. | 0 - 1 | -                                   | 15     | 24.570    |
| Samedi 16 août 1997        | J03     | -      | AJ Auxerre               | Dom. | 0 - 2 | -                                   | 17     | 25.000    |
| Jeudi 21 août 1997         | J04     | Canal+ | RC Strasbourg            | Ext. | 2 - 1 | N'Diaye 23e, Carotti 55e            | 16     | 17.450    |
| Samedi 30 août 1997        | J05     | -      | Le Havre AC              | Dom. | 2 - 0 | Ferri 1re, Gourvennec 17e (pen.)    | 11     | 20.101    |
| Vendredi 5 septembre 1997  | J06     | -      | RC Lens                  | Ext. | 0 - 0 | -                                   | 11     | 24.444    |
| Vendredi 12 septembre 1997 | J07     | -      | Montpellier HSC          | Dom. | 1 - 1 | Savinaud 88e                        | 12     | 17.306    |
| Samedi 20 septembre 1997   | J08     | -      | EA Guingamp              | Ext. | 0 - 1 | -                                   | 12     | 13.953    |
| Vendredi 26 septembre 1997 | J09     | -      | AS Cannes                | Dom. | 1 - 2 | Giallanza 82e                       | 14     | 13.171    |
| Dimanche 5 octobre 1997    | J10     | Canal+ | Paris Saint-Germain FC   | Dom. | 0 - 0 | -                                   | 13     | 23.000    |
| Mercredi 8 octobre 1997    | J11     | -      | Toulouse FC              | Ext. | 0 - 1 | -                                   | 15     | 14.000    |
| Vendredi 17 octobre 1997   | J12     | -      | Olympique lyonnais       | Dom. | 3 - 2 | Le Roux 51e, Gourvennec 66e 90e     | 14     | 17.562    |
| Dimanche 26 octobre 1997   | J13     | Canal+ | FC Girondins de Bordeaux | Ext. | 1 - 1 | Da Rocha 65e                        | 13     | 16.000    |
| Vendredi 31 octobre 1997   | J14     | -      | LB Châteauroux           | Dom. | 3 - 1 | Gourvennec 17e 51e, Da Rocha 56e    | 12     | 18.344    |
| Dimanche 9 novembre 1997   | J15     | Canal+ | AS Monaco FC             | Ext. | 2 - 3 | Da Rocha 70e, N'Diaye 90e           | 12     | 5.000     |
| Samedi 15 novembre 1997    | J16     | -      | FC Metz                  | Dom. | 1 - 1 | N'Diaye 45e                         | 13     | 18.000    |
| Vendredi 21 novembre 1997  | J17     | -      | Stade rennais FC         | Ext. | 0 - 3 | -                                   | 15     | 11.546    |
| Samedi 29 novembre 1997    | J18     | -      | Olympique de Marseille   | Dom. | 1 - 0 | Gourvennec 55e                      | 12     | 32.103    |
| Jeudi 4 décembre 1997      | J19     | Canal+ | AJ Auxerre               | Ext. | 1 - 3 | Carrière 90e                        | 13     | 4.000     |
| Samedi 13 décembre 1997    | J20     | -      | RC Strasbourg            | Dom. | 2 - 1 | N'Diaye 2e, Giallanza 59e           | 13     | 21.562    |
| Jeudi 18 décembre 1997     | J21     | Canal+ | Le Havre AC              | Ext. | 0 - 1 | -                                   | 13     | 11.448    |
| Dimanche 11 janvier 1998   | J22     | Canal+ | RC Lens                  | Dom. | 1 - 0 | Le Roux 63e                         | 12     | 25.000    |
| Mercredi 21 janvier 1998   | J23     | -      | Montpellier HSC          | Ext. | 0 - 2 | -                                   | 12     | 8.835     |
| Dimanche 25 janvier 1998   | J24     | Canal+ | EA Guingamp              | Dom. | 2 - 0 | Carotti 52e, Gourvennec 69e         | 11     | 22.233    |
| Mercredi 4 février 1998    | J25     | -      | AS Cannes                | Ext. | 3 - 2 | Andréani 8e, Gourvennec 29e 65e     | 11     | 3.500     |
| Vendredi 13 février 1998   | J26     | -      | Paris Saint-Germain FC   | Ext. | 1 - 0 | Gourvennec 87e (pen.)               | 10     | 39.987    |
| Samedi 21 février 1998     | J27     | -      | Toulouse FC              | Dom. | 0 - 1 | -                                   | 10     | 22.300    |
| Vendredi 6 mars 1998       | J28     | Canal+ | Olympique lyonnais       | Ext. | 0 - 0 | -                                   | 11     | 22.756    |
| Vendredi 13 mars 1998      | J29     | -      | FC Girondins de Bordeaux | Dom. | 1 - 2 | Da Rocha 57e                        | 12     | 25.674    |
| Samedi 28 mars 1998        | J30     | -      | LB Châteauroux           | Ext. | 2 - 1 | Savinaud 47e, Gourvennec 76e (pen.) | 10     | 14.701    |
| Mardi 7 avril 1998         | J31     | -      | AS Monaco FC             | Dom. | 1 - 1 | Da Rocha 90e                        | 10     | 27.076    |
| Vendredi 17 avril 1998     | J32     | Canal+ | FC Metz                  | Ext. | 2 - 3 | Le Roux 20e, Gourvennec 50e         | 11     | 14.928    |
| Samedi 25 avril 1998       | J33     | -      | Stade rennais FC         | Dom. | 1 - 1 | N'Diaye 45e                         | 11     | 32.597    |
| Samedi 9 mai 1998          | J34     | -      | SC Bastia                | Ext. | 1 - 2 | Le Roux 41e                         | 11     | 3.000     |

### Coupe de France
| Date                   | Tour            | Adversaire                        | Niveau             | Lieu | Score | Buteurs du FC Nantes                    | Affluence |
| ---------------------- | --------------- | --------------------------------- | ------------------ | ---- | ----- | --------------------------------------- | --------- |
| Samedi 17 janvier 1998 | 1/32e de finale | Marsouins de Brétignolles-sur-Mer | DH Atlantique (D6) | Ext. | 3 - 0 | Monterrubio 2e, Suffo 6e, Giallanza 74e | 7.678     |
| Samedi 7 février 1998  | 1/16e de finale | SM Caen                           | D2                 | Ext. | 0 - 1 | -                                       | 10.642    |

### Coupe de la Ligue
| Date                 | Tour            | Adversaire      | Niveau | Lieu | Score | Buteurs du FC Nantes | Affluence |
| -------------------- | --------------- | --------------- | ------ | ---- | ----- | -------------------- | --------- |
| Lundi 5 janvier 1998 | 1/16e de finale | Montpellier HSC | D1     | Ext. | 0 - 1 | -                    | 4.351     |

### Coupe UEFA
| Date                    | Tour                     | Adversaire | Niveau     | Lieu | Score | Buteurs du FC Nantes        | Affluence |
| ----------------------- | ------------------------ | ---------- | ---------- | ---- | ----- | --------------------------- | --------- |
| Mardi 16 septembre 1997 | 1/32e de finale - aller  | Aarhus GF  | D1 danoise | Ext. | 2 - 2 | Gourvennec 12e, N'Diaye 23e | 5.425     |
| Mardi 30 septembre 1997 | 1/32e de finale - retour | Aarhus GF  | D1 danoise | Dom. | 0 - 1 | -                           | 20.000    |

## Statistiques

### Statistiques collectives
| Compétition       | Débute au tour  | Termine         | Matches joués | Gagnés | Nuls | Perdus | Buts pour | Buts contre | Différence |
| ----------------- | --------------- | --------------- | ------------- | ------ | ---- | ------ | --------- | ----------- | ---------- |
| Division 1        | -               | 11e             | 38            | 11     | 8    | 15     | 35        | 41          | -6         |
| Coupe de France   | 1/32e de finale | 1/16e de finale | 2             | 1      | 0    | 1      | 3         | 1           | +2         |
| Coupe de la Ligue | 1/16e de finale | 1/16e de finale | 1             | 0      | 0    | 1      | 0         | 1           | -1         |
| Coupe UEFA        | 1/32e de finale | 1/32e de finale | 2             | 0      | 1    | 1      | 2         | 3           | -1         |
| Total             | -               | -               | 43            | 12     | 9    | 18     | 40        | 46          | -6         |

## Affluences
L'affluence à domicile du FC Nantes Atlantique atteint un total :
- de 383 725 spectateurs en 17 rencontres de Division 1, soit une moyenne de 22 572/match.
- de 20 000 spectateurs en 1 rencontre de Coupe UEFA.
- de 403 725 spectateurs en 17 rencontres toutes compétitions confondues, soit une moyenne de 22 429/match.

Affluence du FC Nantes à domicile